# Julian Casablancas
Julian Fernando Casablancas (Nova Iorque, 23 de agosto de 1978) é um músico americano, vocalista das bandas The Strokes e The Voidz.

## Carreira

### The Strokes
O primeiro disco dos Strokes, Is This It, foi lançado em 2001, estabeleceu e manteve de forma instantânea os Strokes no mercado da música mundial. Room on Fire e First Impressions of Earth, 2003 e 2006 respectivamente, confirmaram a banda do jovem vocalista como uma das principais dessa época. Julian escreveu todas as músicas dos álbuns, com apenas uma exceção: compartilha os créditos de Automatic Stop do Room on fire. Casablancas é conhecido por suas letras e por seu jeito de cantar, normalmente comparado a Lou Reed e, sua banda, ao The Velvet Underground. Depois de um período de hiato, pós lançamento do álbum Comedown Machine e especulações sobre um novo álbum, o The Strokes lançaram o The New Abnormal, que é o sexto álbum de estúdio da banda, lançado em 10 de abril de 2020 pelas gravadoras RCA e Cult Records.

### Carreira solo
Em 2009 Julian fundou a Cult records, uma gravadora independente, com o objetivo de ser usada como uma gravadora foca nos lançamentos solo dele mesmo. A Cult mais tarde se tornou uma gravadora independente e, em junho de 2014, firmou um contrato com a gravadora Britânica Kobalt Label Services. Em 2019, a gravadora comemorou 10 anos da fundação, para a comemoração teve uma festa intitulado Cult Records 10-year anniversary pop-up Seu primeiro disco solo, chamado Phrazes For The Young, foi lançado em 30 de outubro  de 2009 na Alemanha, 2 de novembro no Reino Unido e 3 de novembro nos Estados Unidos. No Brasil, o álbum foi lançado no dia 13 de novembro.
Em 2013 faz uma participação no álbum "Random Access Memories" do duo francês de música eletrônica Daft Punk. Além dos vocais, Julian também estrela o vídeo clipe da música "Instant Crush".
O álbum ganhou o Grammy Awards 2013 na categoria "álbum do Ano", efetivamente tornando Casablancas um destinatário do prêmio também.
Em 2013, se juntou a banda The Voidz, formando seu novo projeto: Julian Casablancas + The Voidz. A banda é formada por Casablancas (vocal), Jeramy "Beardo" Gritter (guitarra), Amir Yaghmai (guitarra), Jacob "Jake" Bercovici (baixo, guitarra e sintetizadores), Alex Carapetis (bateria e percussão), Jeff Kite (teclados) e Shawn Everett (produção). Borth Kite e  Carapetis já haviam participado do primeiro projeto solo de Julian. A banda se apresentou em alguns festivais como o Lollapalooza (Chile, Brasil e Argentina), o Coachella Festival e também no Governor's Ball em NY. O álbum, "Tyranny", teve seu lançamento em 23 de Setembro de 2014.

### Outras mídias
No dia 10 de dezembro de 2020, Casablancas anunciou em sua página oficial do Facebook que a próxima atualização do GTA Online, Cayo Perico Heist, terá como uma das soudtracks a nova música do The Voidz, “Alien Crime Lord”, que sairá oficialmente no dia 15 de dezembro nas mídias digitais. Além de ser confirmado como apresentador de umas das novas rádios do Game, a Kult FM, a lista de reprodução da rádio vai de Joy Division, New Order e A Certain Ratio, até os clássicos como Danzig, The Velvet Underground e Iggy Pop.

## Vida pessoal
Julian é filho do falecido fundador da Elite Model Management, John Casablancas, e de Jeanette Chistiansen, uma modelo que foi Miss Dinamarca em 1965. Quando muito jovem seus pais se divorciaram e confessa que não tinha uma relação muito próxima do pai e que raramente o via. Passou pelo Institut Le Rosey, por ter problemas com bebida.
Julian e Nikolai Fraiture se tornaram amigos quando eles eram muito jovens. Ele conheceu Albert Hammond Jr. no Le Rosey e, quando se transferiu para a Dwight School em Nova Iorque, conheceu o restante dos futuros integrantes do grupo, Nick Valensi e Fabrizio Moretti.
Julian foi casado com Juliet Joslin (2005-2019), ex-assistente da banda. O ex casal tem dois filhos, Cal, que nasceu em janeiro de 2010, e Zephyr, nascido em 27 de março de 2015.

### Álbuns solo de estúdio
| Título                  | Detalhes | Pico gráfico posições | Pico gráfico posições | Pico gráfico posições | Pico gráfico posições | Pico gráfico posições | Pico gráfico posições | Pico gráfico posições | Pico gráfico posições | Pico gráfico posições |
| Título                  | Detalhes | EUA                   | EUA Alt               | US Rock               | FRA                   | IRL                   | NZ                    | SUE                   | SUI                   | UK                    |
| ----------------------- | --- | --------------------- | --------------------- | --------------------- | --------------------- | --------------------- | --------------------- | --------------------- | --------------------- | --------------------- |
| Phrazes for the Young   | - Data de lançamento: 30 de Outubro 2009 - Gravador: RCA Records, via Cult Records (US), Rough Trade Records, via Cult Records (UK) - Formatos: CD, music download, Vinyl | 35                    | 10                    | 12                    | 49                    | 30                    | 34                    | 49                    | 64                    | 19                    |
| Tyranny (com The Voidz) | - Data de lançamento: 23 de Setembro de 2014 - Gravadora: Cult Records - Formatos: CD, download digital, Vinyl                                                            | 39                    | 2                     | 10                    | 90                    | –                     | –                     | –                     | –                     | –                     |

### Singles
| 2009                                    | "11th Dimension"                | 63* | 75* | 48 | Phrazes for the Young |
| 2009                                    | "I Wish It Was Christmas Today" | —   | —   | —  | Phrazes for the Young |
| "—" denotes releases that did not chart |                                 |     |     |    |                       |

- Não apareceu no oficial Belga Ultratop 50 cartas, mas sim na borbulhagem em Ultratip cartas. Posições refletidas acima são 50 posições adicionadas em posições reais Ultratip 13 (Vlanders) e 25 (Wallonia)

Destaque em
| Ano  | Single                                               | Pico posições | Pico posições | Pico posições | Pico posições | Pico posições | Pico posições | Pico posições              | Pico posições               | Álbum                                     |
| Ano  | Single                                               | BEL (Vl)      | BEL (Wa)      | FR            | SUE           | SUI           | UK            | EUA Bubbling Under Top 100 | EUA Dance/ Electronic Songs | Álbum                                     |
| ---- | ---------------------------------------------------- | ------------- | ------------- | ------------- | ------------- | ------------- | ------------- | -------------------------- | --------------------------- | ----------------------------------------- |
| 2013 | "Instant Crush" (Daft Punk feat. Julian Casablancas) | 28            | 8             | 4             | 37            | 41            | 198           | 16                         | 20                          | Álbum do Daft Punk Random Access Memories |